# Poliocephalus
A Poliocephalus  a vöcsökalakúak (Podicipediformes) rendjébe, ezen belül a vöcsökfélék (Podicipedidae) családjába tartozó nem. Régebben a Podiceps nembe sorolták ezt a két fajt is.

## Rendszerezésük
A nemet Prideaux John Selby angolornitológus írta le 1840-ben, az alábbi fajok tartoznak ide.
- deresfejű vöcsök (Poliocephalus poliocephalus)
- maori vöcsök (Poliocephalus rufopectus)

## Előfordulásuk
Ausztrália, Tasmania és Új-Zéland területén honosak. Természetes élőhelyeik a tengerpartok, torkolatok, lagúnák, sós mocsarak és édesvizű tavak, valamint mesterséges tavak.

## Megjelenésük
Testhosszuk 30-31 centiméteres körüli.